# HD 70267
HD 70267，又名CP-58 1095，SAO 235872、HR 3274，是一颗恒星，视星等为6.42，位于銀經273.67，銀緯-12.91，其B1900.0坐标为赤經8h 15m 52.9s，赤緯-58° -12.91′ 10″。